# Historia ecclesiastica gentis Anglorum

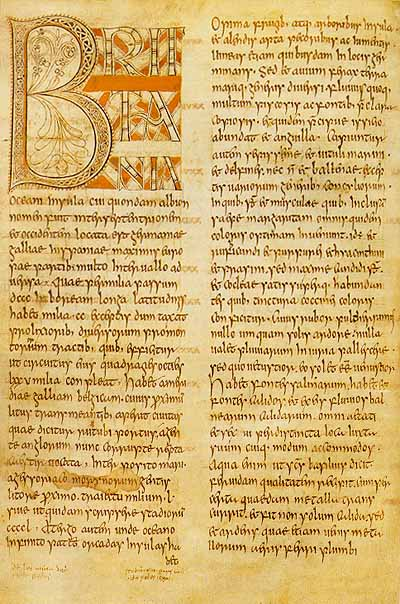
Folio 3v ur Codex Beda Petersburgiensis från 746

Historia ecclesiastica gentis Anglorum, Det engelska folkets kyrkohistoria (på engelska Ecclesiastical History of the English People), består av fem böcker som beskriver den engelska historien från romartiden och framåt. Författaren till verket var munken Beda. Verket anses allmänt vara av hög kvalitet och bygger på tydligt angivna källor. Det är även känt att han gjorde omfattande sökningar efter källmaterial. Hans kyrkohistoria har haft mycket stor betydelse för kunskapen om en period i engelsk historia som det annars finns mycket få historiska källor till.